# Basilio Magni
Basilio Magni (Velletri, 13 dicembre 1831 – Roma, 19 dicembre 1925) è stato un letterato, storico dell'arte e giurista italiano.

## Biografia
Basilio Magni nacque a Velletri, il 13 dicembre 1831, da Giuseppe Magni e da Anna Maria Corsetti. Dal 1839 al 1848 studiò nel Seminario diocesano di Velletri. Si trasferì a Roma nel 1850, dove conseguì la laurea in Giurisprudenza, nel 1854, e dove esercitò la professione di avvocato, sino al 1870. Nel 1859 sposò Margherita Targhini, dalla quale ebbe otto figli, tra cui Giulio Magni, noto architetto.
Appassionato sin da giovane di letteratura e d'arte, frequentò a Roma la bottega del pittore e paesista romagnolo Giambattista Bassi e la scuola di Eloquenza latina e italiana, sotto la guida di F. Massi. Dal 1870 si dedicò completamente agli studi letterari e alla pittura. Fu autore di sei tragedie, tra cui Imelda Lambertazzi, Boezio (1892) e Romolo (1890); pubblicò nel 1882 un libro di Versi. Fondò nel 1887 il periodico L'istruzione. Si dedicò alla didattica, prima presso la Regia scuola tecnica del liceo Ennio Quirino Visconti, poi, nel 1873, come insegnante di Lettere italiane, presso la Regia Scuola normale femminile, quindi, dal 1875 insegnò Storia dell'arte nel Regio Istituto di Belle Arti. Dal 1882 fu titolare della prima cattedra di Storia dell'arte, istituita presso l'Università di Roma.
Nel 1882, insieme a M. A. Mauro, scrisse la Storia del Parlamento italiano, tra il 1900 e il 1902 la Storia dell'arte italiana dalle origini al secolo XX. Nel 1905 pubblicò il saggio Della pittura di paese in Italia. Nel 1911 scrisse la sua Autobiografia, inserita in appendice alle Prose letterarie, morali e civili.
Si ritirava nel suo casale, tra le campagne di Velletri (attualmente comune di Lariano) e qui scrisse I vignaiuoli: idilli, dedicato ai contadini e ai lavoratori di quelle terre, per i quali si prodigò, affinché fossero loro riconosciuti i basilari diritti civili e sociali, sino allora negati.
Fu membro della Accademia Tiberina, dell'Accademia dell'Arcadia e dell'accademico d'onore di San Luca.

### Onorificenze
Cavaliere dell'Ordine della Corona d'Italia
 Ufficiale dell'Ordine della Corona d'Italia
 Commendatore dell'Ordine della Corona d'Italia